# Allodonta elongata
Allodonta elongata är en fjärilsart som beskrevs av Charles Oberthür 1911. Allodonta elongata ingår i släktet Allodonta och familjen tandspinnare. Inga underarter finns listade i Catalogue of Life.